# Ciudad Vieja (Montevideo)
Ciudad Vieja (lett. "città vecchia") è un quartiere di Montevideo, capitale dell'Uruguay. È il fulcro originario della città e ne rappresenta la parte più antica e ricca di monumenti.

## Monumenti e luoghi d'interesse

### Architetture civili
- Cabildo di Montevideo, sede dell'amministrazione coloniale, con l'indipendenza del paese divenne sede del potere legislativo sino agli anni venti del XX secolo.
- Palazzo Estévez, sede della Presidenza della Repubblica dal 1880 al 1985.
- Teatro Solís, primo teatro costruito nel Paese.

### Architetture militari
- Porta della Cittadella, unico resto delle fortificazioni che cingevano Montevideo.

### Architetture religiose
- Cattedrale metropolitana di Montevideo
- Chiesa di San Francesco d'Assisi
- Sinagoga sefardita
- Cattedrale della Santissima Trinità, di rito anglicano

## Cultura

### Istruzione

#### Musei
- Casa di Giuseppe Garibaldi